# HD 214448
HD 214448 è una stella gigante gialla di magnitudine 6,26 situata nella costellazione dell'Aquario. Dista 459 anni luce dal sistema solare.

## Osservazione
Si tratta di una stella situata nell'emisfero celeste australe, ma molto in prossimità dell'equatore celeste; ciò comporta che possa essere osservata da tutte le regioni abitate della Terra senza alcuna difficoltà e che sia invisibile soltanto molto oltre il circolo polare artico. Nell'emisfero sud invece appare circumpolare solo nelle aree più interne del continente antartico. Essendo di magnitudine pari a 6,3, non è osservabile ad occhio nudo; per poterla scorgere è sufficiente comunque anche un binocolo di piccole dimensioni, a patto di avere a disposizione un cielo buio.
Il periodo migliore per la sua osservazione nel cielo serale ricade nei mesi compresi fra fine agosto e dicembre; da entrambi gli emisferi il periodo di visibilità rimane indicativamente lo stesso, grazie alla posizione della stella non lontana dall'equatore celeste.

## Sistema stellare
HD 214448 è un sistema stellare formato da due componenti. La componente principale A è una stella di magnitudine 6,26. La componente B è di magnitudine 8,4, separata da 0,3 secondi d'arco da A e con angolo di posizione di 116 gradi ed è di classe F2. Entrambe ruotano attorno al comune centro di massa in 124 anni.